# Petr Altrichter
Petr Altrichter (Frenštát pod Radhoštěm, 24. svibnja 1951. - ) je češki dirigent. Dirigiranje i francuski rog učio je na glazbenom konzervatoriju u Ostravi, a studij dirigiranja je nastavio na Janáčekovoj akademiji glazbe i primijenjenih umjetnosti ili skraćeno JAMU-u. Radio je kao pomoćni dirigent Václava Neumanna u orkestru Češke filharmonije.
Od 1990. do 1992. radio je kao umjetnički voditelj (ili šef dirigent) Praškog simfonijskog orkestra. Nakon toga se iz Praga seli u Njemačku, gdje je bio dirigent Jugozapadnonjemačke fiharmonije, od 1993. do 2004. Za to vrijeme bio je i pomoćni dirigent Kraljevskog liverpoolskog simfonijskog orkestra od 1997. do 2001. Kao pomoćni dirigent je, osim financijskih problema, bio izložen i kritikama svoga dirigentskog stila.
Od 2002. je šef dirigent Brnske fiharmonije.